# Małgorzata Mirga-Tas
Małgorzata Mirga-Tas (polnische Aussprache: [mawɡɔˈʐata ˈmirɡa ˈtas]; * 1978 in Zakopane, Polen) ist eine polnisch-romani Bildhauerin, Malerin und Aktivistin. Im Jahr 2022 vertrat sie Polen auf der Biennale di Venezia im Rahmen der Ausstellung „Milk of Dreams“ und war damit die erste Roma-Künstlerin, die ein Land bei diesem Kunstereignis vertrat.

## Leben
Mirga-Tas machte 2004 ihren Abschluss an der Akademie der Bildenden Künste Krakau. Sie lebt und arbeitet in Czarna Góra, einem Roma-Dorf am Fuße der Tatra.
Sie begann ihre Karriere als Bildhauerin und entwickelte eine einzigartige Methode, um mit Pappe, Leim und verschiedenen Materialien Tier- und Menschenfiguren zu formen. Später modellierte sie Menschen aus Wachs. Danach ging sie zur Malerei mit Farbe auf Pappe über, später dann mit Farbe auf Leinwand. Ihre aktuellen Werke sind in Mischtechnik erstellt. Ihre Werke zeichnen sich durch kräftige Farben aus. Sie verwendet verschiedene Materialien wie Textilien, Pelz, Perlen, Federn und sogar Spielkarten, um ihren Arbeiten einen dreidimensionalen Touch zu verleihen. In ihrem Werk ist sie von der Harlem-Renaissance-Bewegung der 1920er und 1930er Jahre sowie von der farbenfrohen afrikanischen Kunst und dem afro-amerikanischen Künstler Kerry James Marshall beeinflusst. Ihre Werke zeigen trotz ihrer kräftigen Farben eine sehr realistische Realität: eine Frau, die eine Zigarette raucht, Karten spielt oder Wäsche aufhängt.
In ihren frühen Arbeiten beschrieb sie den Übergang der Roma in den 1960er und 1970er Jahren von einem nomadischen Leben zu einer dauerhaften Ansiedlung in Dörfern und Städten.
Als Aktivistin beschäftigte sie sich bereits während ihres Studiums mit der Bildung und Ausbildung junger Roma in Polen. Im Jahr 2007 gründete sie zusammen mit Bogumiła Delimata und Krzysztof Gil die Roma-Kunstbewegung in Polen. Zwischen 2012 und 2016 initiierte sie ein offenes Künstlerdorf für Künstlerinnen mit Roma-Herkunft. Im Jahr 2017 war sie an der Gründung vom European Roma Institute for Arts and Culture (ERIAC), einem Roma-Kunstzentrum in Berlin, beteiligt. 2018 stellte sie im ERIAC im Rahmen der Gruppenausstellung „Roma Frühling. Kunst als Widerstand“ aus.
Im Jahr 2011 schuf sie eine Skulptur zum Gedenken an den Holocaust an den Roma in Bozenczyn Dolny, Polen.
Im Jahr 2020 hatte sie Ausstellungen auf der 11. Berlin Biennale, im Zentrum für Polnische Skulptur in Orońsko und im Museum für Moderne Kunst in Warschau.
Die Serie „Wyjście z Egiptu“ (Out of Egypt, 2021), die das Leben der Zigeuner im 17. Jahrhundert darstellt, wurde 2021 in der Arsenal-Galerie in Bialystok gezeigt.
2022 stellte sie bei der documenta fifteen im Rahmen der Gruppenausstellung „One Day We Shall Celebrate Again: RomaMoMA at documenta fifteen“ aus.
Im Jahr 2023 präsentierte sie Einzelausstellungen in der Galeria Zachęta in Warschau und im Brücke-Museum Berlin.
Von Juni 2024 bis März 2025 zeigt das Bonnefanten Museum in Maastricht eine Einzelausstellung von Mirga-Tas mit dem Titel „This is not the end of the road“.
Vom 8. März bis zum 15. Juni 2025 präsentierte das Kunstmuseum Luzern die Einzelausstellung „Małgorzata Mirga-Tas. Eine alternative Geschichte“. Der Schwerpunkt der Ausstellung lag auf dem Aspekt der Gemeinschaft. Neben den Textilbildern war die Filmarbeit „Noncia“ (2022) über die Romni-Heldin und Holocaust-Überlebende Alfreda Noncia Markowska zu sehen.

## Re-Enchanting the World

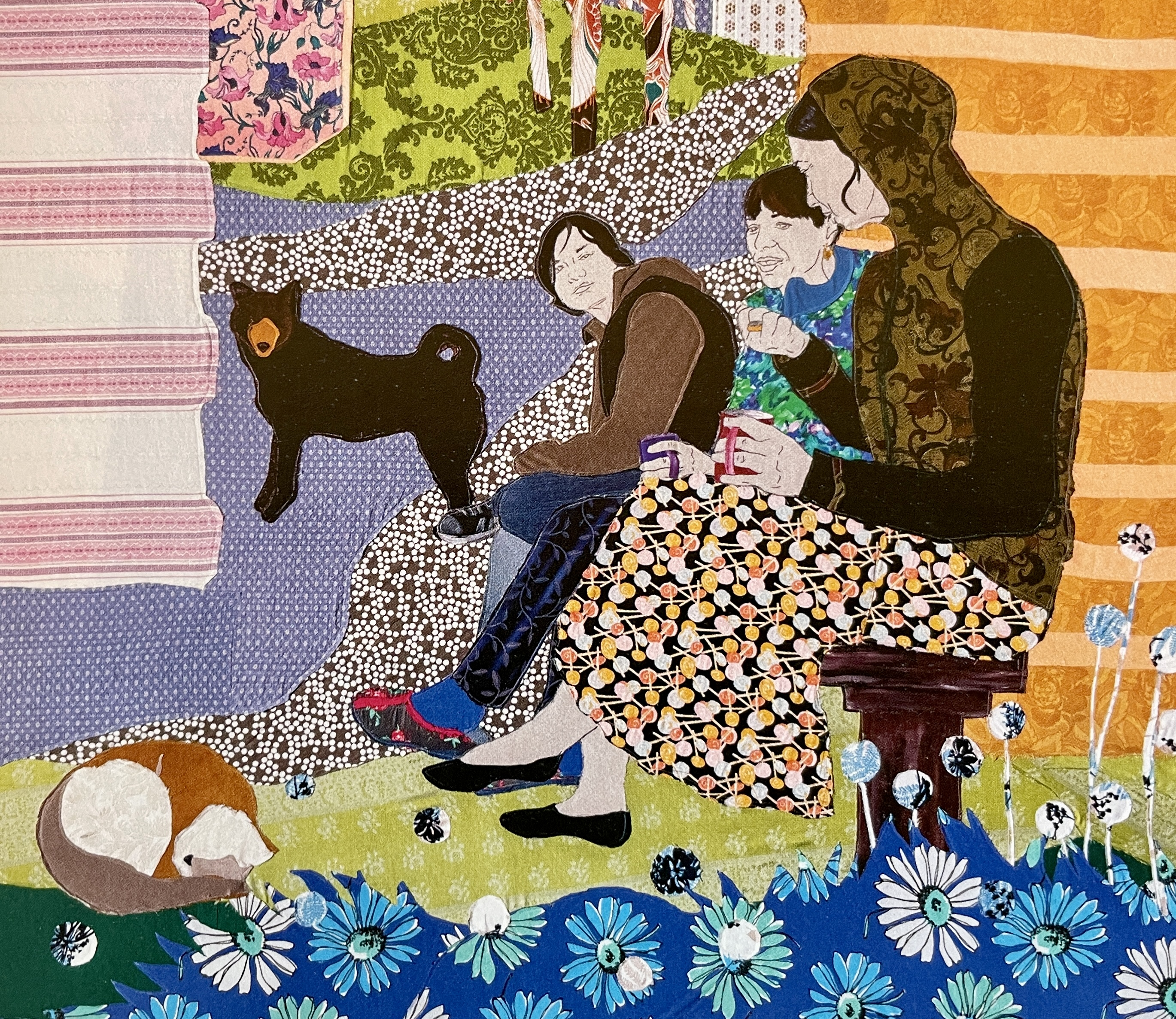
Małgorzata Mirga-Tas, Re-Enchanting the World (Detail)

Im Jahr 2022 vertrat Mirga-Tas Polen auf der 59. Biennale von Venedig im Rahmen der Ausstellung „Milk of Dreams“. Ihr Werk trug den Titel „Re-Enchanting the World“ (Die Welt neu verzaubern).
Die Installation bestand aus zwölf großformatigen, dreiteiligen Stoffen, die sich auf den berühmten Freskenzyklus „Kalender“ aus dem Palazzo Schifanoia in Ferrara bezogen. Gemälde, die die olympischen Götter, Tierkreiszeichen und Szenen aus dem Leben des Hofes in Ferrara darstellen, die für die europäische Kunstgeschichte von grundlegender Bedeutung sind, wurden von der Künstlerin verwendet, um über die spezifische polnisch-romani Identität zu sprechen. Sie Künstler bereitete Neuinterpretationen dieser Bilder und Motive vor, indem sie Elemente der polnisch-romani Kultur einbezog und stereotype Erzählungen über die Roma „entzauberte“.
Mirga-Tas verwendete hauptsächlich Materialien und Textilien von Bekannten, die sie manchmal in ihren Werken porträtiert. Sie verwendete auch Kleidungsstücke aus Secondhandläden sowie  Fundstücke wie Spielkarten, Stecknadeln und Ohrringen.
Begleitend zur Ausstellung wurde ein Ausstellungskatalog in polnischer und englischer Sprache erstellt. Er enthielt Texte der Kuratoren und Essays von eingeladenen Schriftstellern, Ali Smith, Damian Le Bas und Ethel Brooks sowie Gedichte von Teresa Mirga und Jan Mirga.

## Preise und Auszeichnungen
- 2020: Polnischer Kulturpreis Paszporty Polityki[6]
- 2023: Tajsa Roma Cultural Heritage Prize[17]